# Borovice Thunbergova

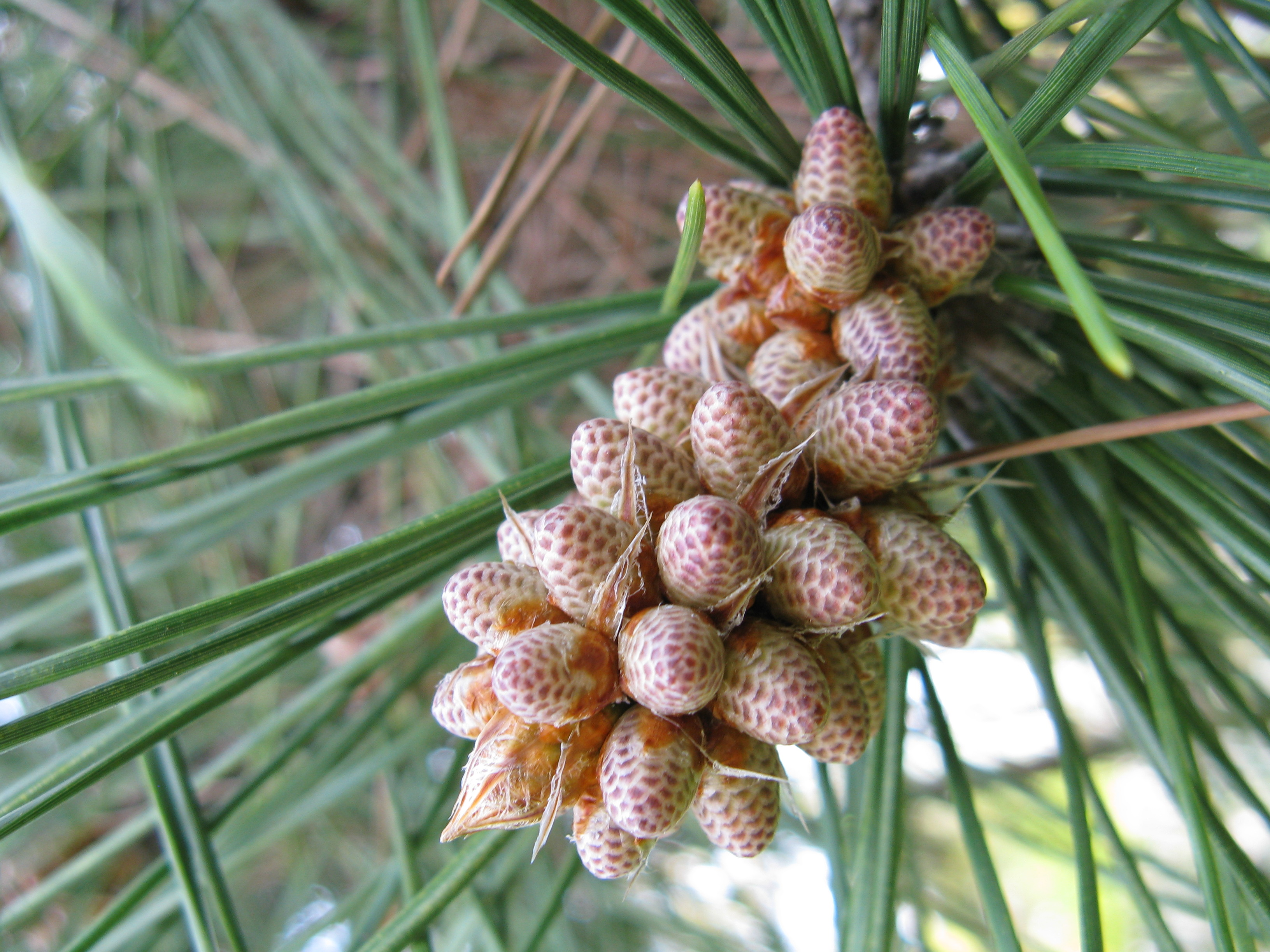
Samčí šištice s pylem

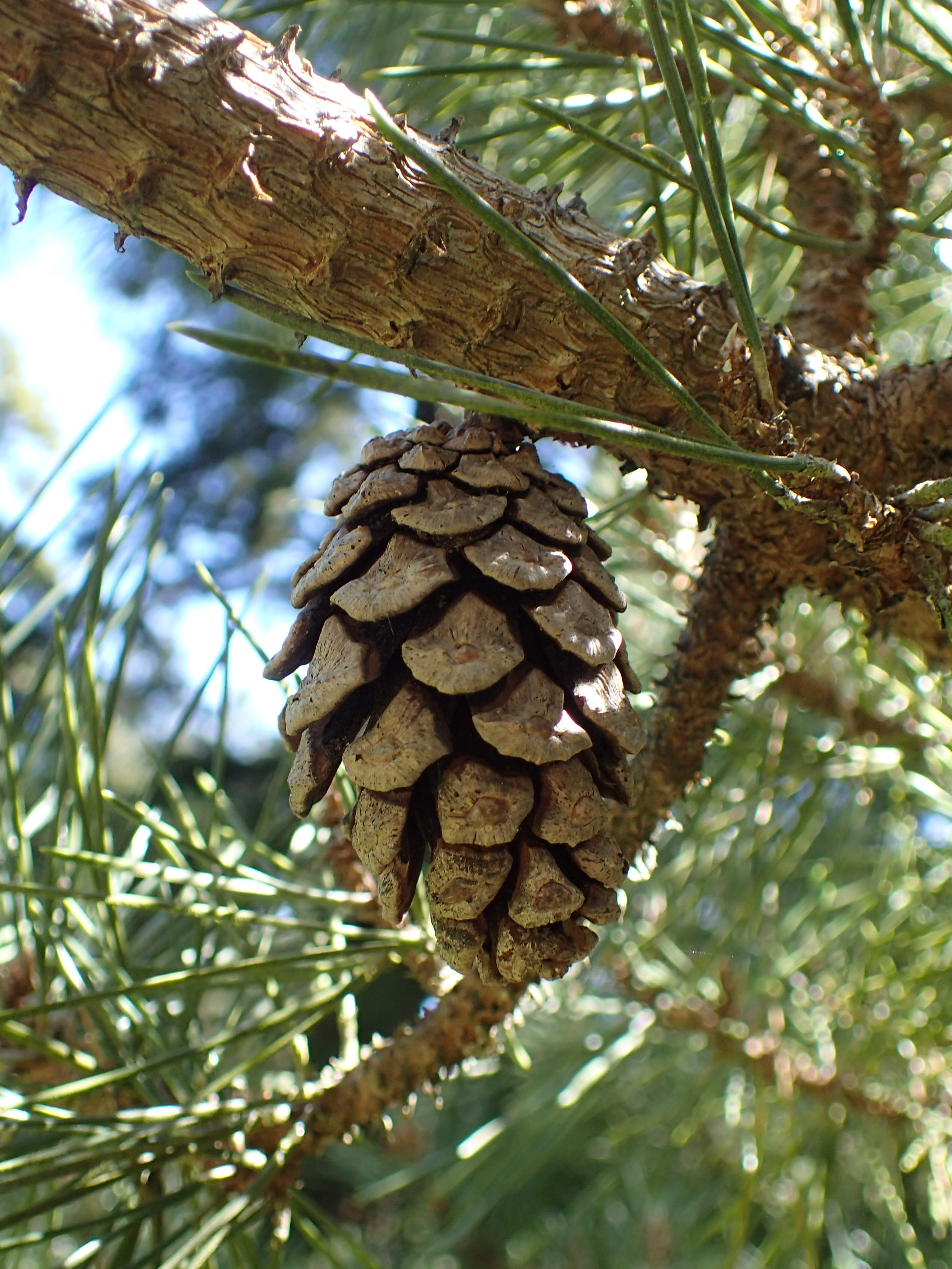
Šiška před opadem

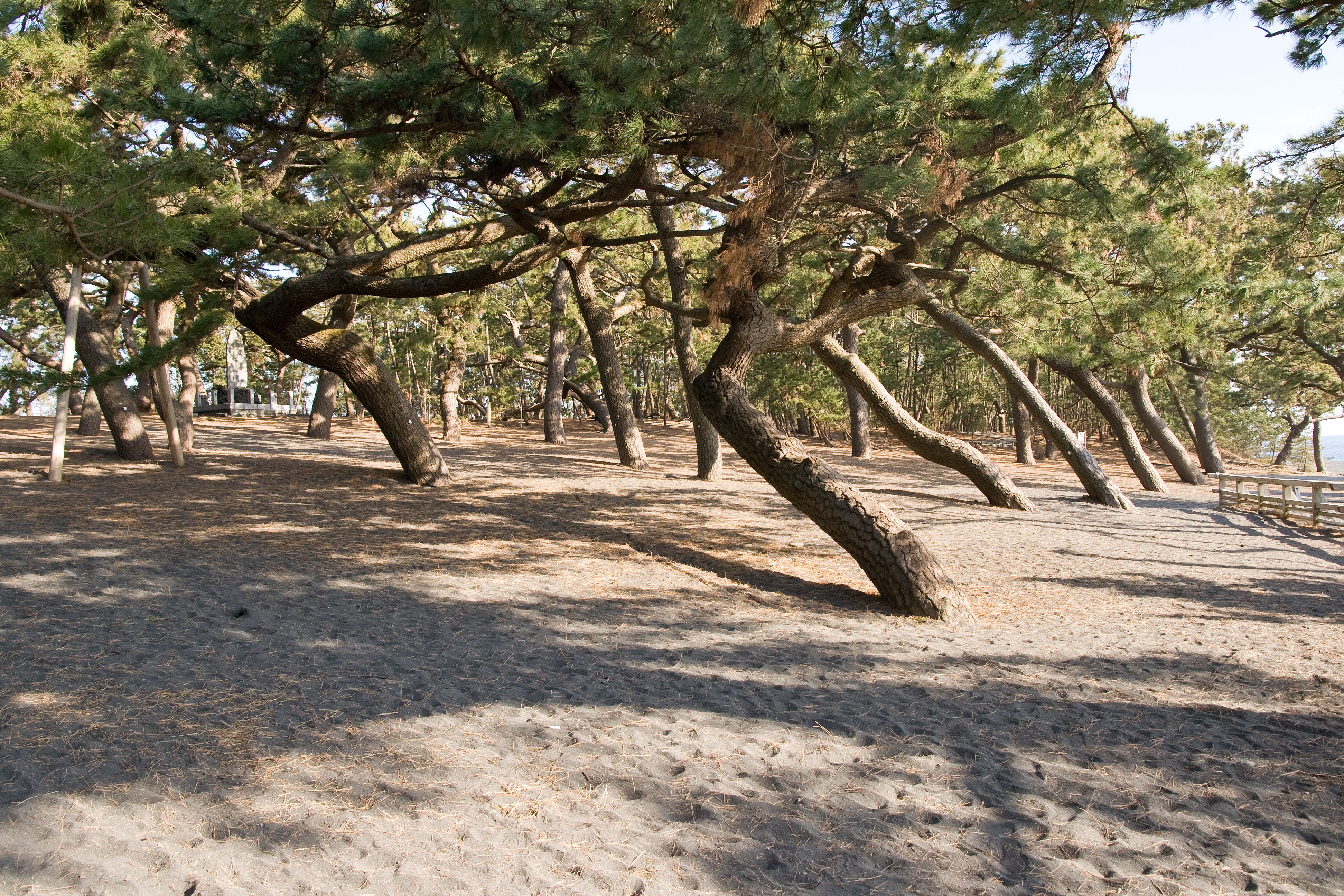
Borovice Thunbergova ve větrném prostředí

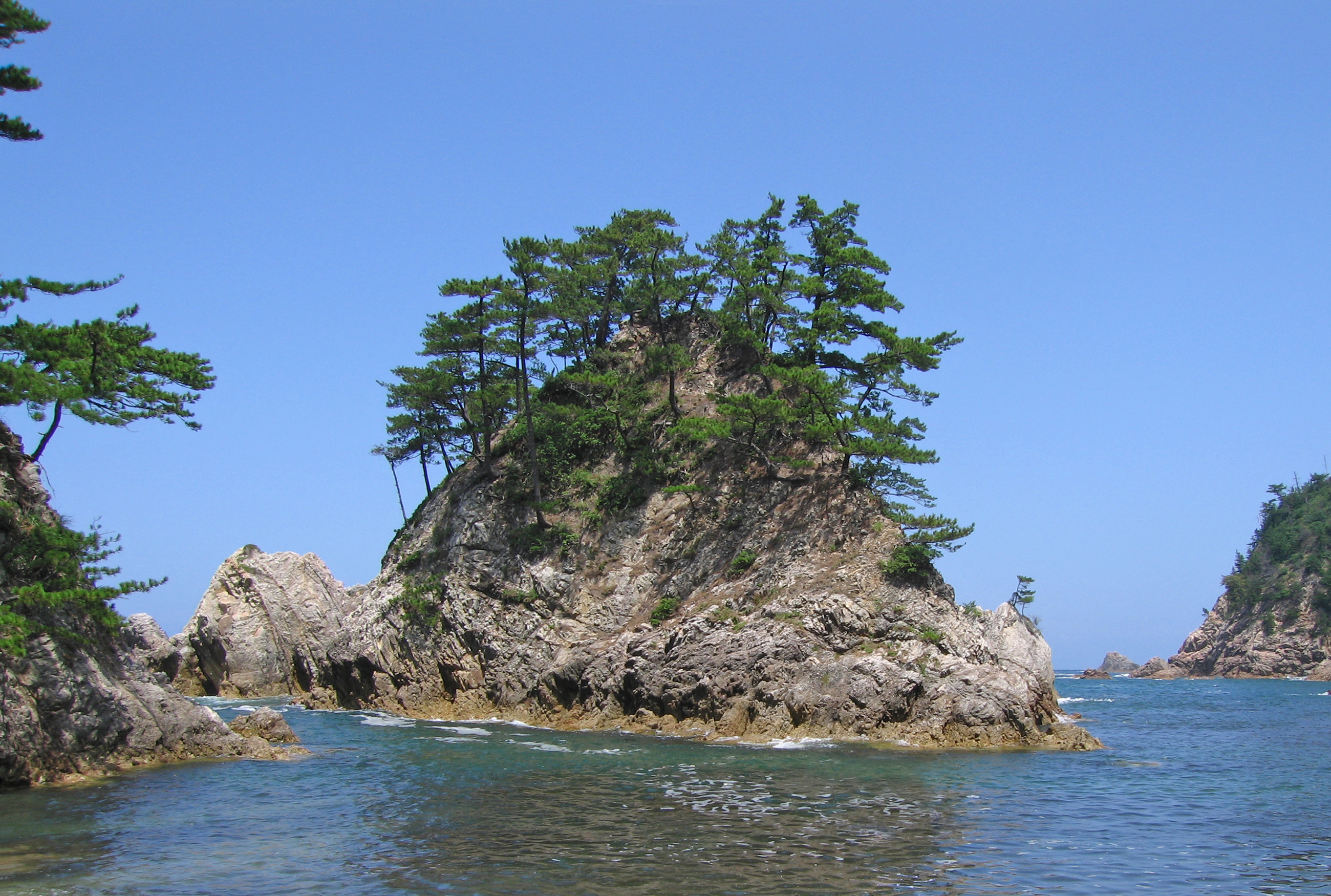
Typická japonská krajina s borovici Thunbergovou

Borovice Thunbergova (Pinus thunbergii) je druh borovice pocházející z východní oblasti Asie. Tato stálezelená rostlina je nejčastěji v Japonsku pěstovanou jehličnatou dřevinou. Druhové jméno thunbergii dostala na počest švédského biologa a lékaře Carla Petera Thunberga, žijícího na rozhraní 18. a 19. stoletím, jenž jako jeden z prvých publikoval informace o dosud neznámé flóře Japonska.

## Rozšíření
Dřevina je původním druhem ve východní Asii, pochází z japonských ostrovů Honšú, Kjúšú, Šikoku a z pobřežních oblastí na jihu Korejského poloostrova. Je dominantní borovicí od pobřeží do nadmořské výšky 1000 m n. m., kde je klima teplé, vlhké, mírné a s malým nebo žádným mrazem. Historicky se jedná o jeden z nejdůležitějších stromů používaných v japonské architektuře již od 14. století, v historických obdobích Muromači a pozdějším Edo.
Druhotně byla Borovice Thunbergova zavedena do přírody Číny a později začala být dovážena i do Spojených států amerických, hlavně do severských států Maine a New York. Zprvu, asi do roku 1990, byla považována za vynikající druh pro znovu zalesňování lesních holin hlavně podél severovýchodních mořských břehů. V Americe však tyto stromy začaly být napadány americkým druhem hlístic háďátkem borovým (Busaphelenchus xylophilus), vůči kterému jsou původní americké druhy borovic odolné, ale dovezené asijské nemají proti němu žádnou resistenci.

## Ekologie
Borovice je i ve středoevropských podmínkách na půdní podmínky velmi skromná, je do −30 °C plně mrazuvzdorná, většinou roste v nízkých až středních výškách do 1000 m. Dává přednost hlavně propustné, hluboké, písčitohlinité až silně písčité půdě, dobře se jí daří v nepřemokřené a raději sušší. Nejvhodnější je mírně kyselý substrát, naopak nevyhovuje vápenaté podloží. Pro její výsadbu je výhodné co nejvíce osluněné stanoviště, ze všech borovic nejvíce toleruje zasolenou půdu a má velkou odolnost vůči suchu.
V Japonsku je jednou z nejdůležitějších dřevin, vysazuje se v lesích, zahradách a parcích, patří mezi oblíbené dřeviny ke tvarování a bez ní by japonská zahrada nebyla považována za kompletní. V Evropě je spíše zajímavou sbírkovou solitérou, její zakrslé a nižší kultivary se spíše vysazují do větších skalek, je vhodným druhem k ozelenění písčitých strání poblíž vodních ploch. K anemogamickému opylování dochází v dubnu až květnu, semena dozrávají v říjnu.

## Popis
V nejpříznivějším prostředí své domoviny může tento strom dosáhnout výšky až 30 m a kmen výčetní tloušťky až 2 m, koruna bývá široce kónická nebo deštníková a většinou je nepravidelná. Kůra je v mládí světle šedá, ve stáří je tmavě šedá, drsná, tlustá a silně šupinovitá. Zimní pupeny jsou eliptické, stříbřitě bílé a dlouhé od 12 po 18 mm. Větve jsou obvykle mohutné a často zkroucené, rostou vodorovně nebo jsou mírně svěšené.
Jehlice rostou ve svazečcích po dvou, jsou tuhé, matně zelené, bývají dlouhé 6 až 12 cm a tlusté 0,5 až 2 mm. Na bázi mají vytrvalé pochvy, po obvodě jsou jemně pilovité a vytrvávají na stromě tři až čtyři roky. Mají dýchací průduchy po obou stranách a mohou mít šest až jedenáct pryskyřičných kanálků.
Samčí šišky jsou velké 1,5 cm a bývají ve svazečcích na koncích větví, po vyprášení pylu opadají. Samičí šištice vyrůstají osamoceně nebo po dvou či třech, ve zralosti jsou krátce stopkaté, hnědé, dlouhé asi 5 cm, široké 3,5 cm a otevírají se po uzrání semen. Semeno je obvejčité až elipsoidní, tmavě hnědé až černé, asi 5 mm velké a má blanité křídlo 1 až 1,5 cm. Semena jsou velmi lehká, jeden kilogram jich váží až 15 tisíc kusů.

## Rozmnožování
V přírodě se dospělé borovice samovolně rozšiřují semeny, která začínají produkovat stromy již ve věku čtyř či pěti let. První rok se mladé semenáče doporučuje chránit vůči větru, u mladých jedinců bývá průměrný roční přírůstek výšky 30 až 45 cm.
V Česku se borovice Thunbergova množí výsevem převážně dováženého osiva, kdežto kultivary se roubují na tři až čtyřleté semenáče borovice lesní. Pro docílení nižšího vzrůstu a hustšího habitu je možno zaštipovat nové výhony, ještě ve tvaru tzv. svíček, které zkracujeme o jednu až dvě třetiny délky.

## Význam
Řezivo z tohoto druhu borovice slouží v Japonsku hlavně pro stavbu budov a výrobu nábytku, mimo to se používá na železniční pražce, ploty, různé sloupy, palety, bedny, desky na podlahy, výrobu dřevovláknitých desek i na dřevěnou buničinu využívanou pro výrobu papíru. Jsou jedny z nejdůležitějších dřevin, jsou využívané i jako větrolamy a pro stabilizaci písečných dun v pobřežních oblastech. Je vypěstována řada okrasných kultivarů, různě vzrůstných, převislých i vhodných pro bonsaje, které jsou obzvláště oblíbené v japonské kultuře, v Evropě se ale vysazují jen zřídka. V Americe původní nadšení pro tento druh opadlo a v některých oblastech zamořených háďátky není jeho výsadba doporučována.
Stromy jsou tolerantní vůči slaným větrům, což z nich dělá druh dobře přežívající i na větrném mořském pobřeží. Tam se následkem pravidelných větrů jejich kmeny při růstu ohýbají a koruny se při dlouhodobém vystavení větrům zplošťují.